# خلیج کاندالاکشا
خلیج کاندالاکشا (به روسی: Кандалакшский залив) در شمال غرب روسیه واقع شده و گوشه شمال غربی دریای سفید را تشکیل می‌دهد. محل این خلیج در استان مورمانسک در جمهوری کارلیا قرار گرفته است.
خلیج کاندالاکشا یکی از چهار خلیج بزرگ در دریای سفید است. سه خلیج دیگر عبارتند از خلیج اونِگا (جنوب غرب)، خلیج دوینا (جنوب)، و خلیج مِزِن (جنوب شرق). شبه جزیره کولا در شمال خلیج کاندالاکشا واقع شده‌است.
شهر کاندالاکشا در شمال این خلیج جای گرفته است؛ بندر جدید نفتی، ویتنیو، در حدود ۱۰ کیلومتری جنوب آن قرار دارد.
خلیج کاندالاکشا کم‌عمق است و در سمت غربی عمق آن به ۳۰۰ متر می‌رسد. در این خلیج صدها صخره دریایی وجود دارد. در سال ۱۹۷۶ قسمت‌های شمالی این خلیج در کنوانسیون رامسر به عنوان پرورشگاهی طبیعی با اهمیت بین‌المللی برای پرندگان آبزی مانند اردک دریایی به‌رسمیت شناخته شد.
منطقه حفاظت‌شده طبیعی کاندالاکشا که شامل بخش‌هایی از خط ساحلی و بسیاری از جزایر این خلیج می‌شود یکی از قدیمی‌ترین مناطق حفاظت‌شده طبیعی روسیه است و در سال ۱۹۳۲ تأسیس شده‌است.